# The sound of Lucifer storming Heaven
The sound of Lucifer storming Heaven är det Atenbaserade grekiska black metal-bandet Necromantias fjärde fullängdsalbum. Det gavs ut av Dockyard 1 2007 och är bandets första nya studioalbum sedan IV: Malice utkom år 2000. De två ordinarie medlemmarna The Magus (George Zaharopoulos) på sång, bas och synthesizer samt Baron Blood (Makis) på 8-strängad bas och synthesizer har här även tagit hjälp av Septic Flesh-trummisen Fotis Benardo (Fotis Giannakopoulos). All musik är av Necromantia och texterna är skrivna av sångaren George Zaharopoulos utom "Les Litanies De Satan - Act II: From Hell" som ursprungligne är en text av den franska 1800-talsförfattaren Joris-Karl Huysmans, modifierad av Zaharopoulos.
Albumdesignen är skapad av Kostas Alexakis och Georgious Shinas.

## Låtlista
1. The Sound of Lucifer Storming Heaven - 2:36
2. Order of the Black Sphinx - 5:55
3. For the Elder Magi: I-Eibon the Necromancer - 7:07
4. Architecture of Exquisite Madness - 4:54
5. Knights of the Black and White Eagle - 5:25
6. The Invisible Empire - 5:15
7. Hellseher - 5:45
8. Les Litanies De Satan: Act II-from Hell - 4:51

Total speltid 41:47 

## Medlemmar
- The Magus (George Zaharopoulos) - sång, bas, synthesizer
- Baron Blood (Makis) - 8-strängad bas, syntesizer

### Gästmusiker
- Fotis Benardo (Fotis Giannakopoulos) (från Septic Flesh) - trummor